# 일국보수주의
틀:One-nation conservatism
틀:Conservatism UK

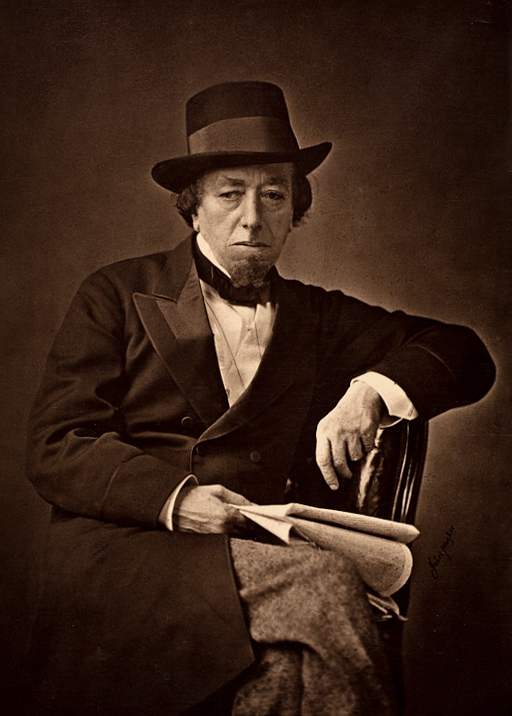
하나의 국가 보수주의의 설계자인 벤저민 디즈레일리

하나의 국가 보수주의(One-nation conservatism), 또는 하나의 국가주의(one-nationism)나 토리 민주주의(Tory democracy)라고도 불리는 이 사상은 영국의 보수주의의 한 형태이자 가부장적 보수주의의 변형이다. 이는 "일반 대중에게 이익이 되도록 고안된 사회 정책 및 자유 시장 경제 프로그램을 결합하여 자유민주주의 내에서 확립된 제도와 전통적 원칙을 보존"하는 것을 옹호한다. 이 정치 철학에 따르면, 사회는 인위적으로 만들어지기보다는 유기적 방식으로 발전해야 한다. 이 사상은 사회 구성원들이 서로에게 의무를 지니며, 특히 온정주의를 강조하는데, 이는 특권을 가진 부유한 사람들이 그들의 이익을 다른 사람들에게도 전달해야 한다는 것을 의미한다. 또한 이 엘리트 계층은 사업 계층의 이익만을 사회의 선으로 여기기보다는 노동자와 경영자를 포함한 모든 사회 계급의 이익을 조화시키기 위해 노력해야 한다고 주장한다.
'하나의 국가 토리'라는 표현은 1868년 2월 영국 총리가 되고 보수당의 주요 대변인으로 활동했던 벤저민 디즈레일리 (1804~1881)로부터 유래했다. 그는 공장법과 보건법, 그리고 노동자 보호 강화를 통해 삶을 개선할 수 있는 방법으로 이를 보기를 희망했던 노동 계급 사람들에게 호소하기 위해 이 개념을 고안했다. 이 이념은 디즈레일리의 두 차례 정부 재임 기간 동안 크게 부각되었으며, 이 기간 동안 영국 의회는 상당한 사회 개혁을 통과시켰다. 19세기 말, 보수당은 온정주의에서 자유 시장 자본주의로 방향을 전환했다. 20세기 전반기에는 극단주의에 대한 두려움으로 인해 하나의 국가 보수주의가 다시 부활했다. 보수당은 1945년부터 전후 합의 기간 내내 이 철학을 옹호했다. 하나의 국가 사상은 노동당 정부의 경제에 대한 케인스적 개입, 복지국가 형성 및 국민 보건 서비스에 대한 그들의 관용에 영향을 미쳤다. 이넉 파월, 에드워드 히스, 그리고 이언 매클라우드 덕분에, 1950년 이후에는 당 연합 내에서 빈곤층과 노동 계급을 지원하겠다는 약속을 담은 하나의 국가 보수주의에 특별한 관심이 주어졌다.
후년에는 마거릿 대처와 같은 지도자들이 주창한 신우익이 부상했다. 이 보수주의 흐름은 하나의 국가 사상을 거부하고 국가의 사회적, 경제적 문제를 복지 국가와 케인스주의 정책 탓으로 돌렸다. 21세기에 들어서는 데이비드 캐머런, 테리사 메이 그리고 보리스 존슨을 포함한 보수당 지도자들이 하나의 국가 접근법을 부활시켰지만, 존슨의 하나의 국가 보수주의자로서의 입장은 심하게 논란이 되었다.

## 정치 철학
하나의 국가 보수주의는 보수당의 영국 총리였던 벤저민 디즈레일리가 고안했으며, 그는 자신의 정치 철학을 두 소설인 코닝스비 (1844)와 시빌 (1845)에서 설명한다. 디즈레일리의 보수주의는 사회 계층은 그대로 유지하되, 노동 계급이 기득권층으로부터 지지를 받는 가부장적 사회를 제안했다. 그는 개인주의보다는 사회적 의무의 중요성을 강조했다. 이 용어는 디즈레일리가 산업화 증가와 불평등으로 인해 부유층과 빈곤층의 두 국가로 분열될 영국을 우려했기 때문에 만들어졌다. 하나의 국가 보수주의는 이러한 분열에 대한 그의 해결책이었는데, 이는 사람들의 삶을 개선하고 사회적 지원을 제공하며 노동 계급을 보호하기 위한 일련의 조치들을 의미한다.
디즈레일리는 자신의 생각을 다양한 계층이 서로에게 자연스러운 의무를 지는 유기체 사회에 대한 믿음으로 정당화했다. 그는 사회를 자연스럽게 계층적인 것으로 보았고, 최상층에 있는 사람들이 아래 계층에게 지는 의무를 강조했다. 이는 귀족 계급이 너그럽고 명예로워야 할 의무가 있다고 주장하는 봉건적 개념인 노블레스 오블리주의 연속이었다. 디즈레일리에게 이는 정부가 온정적이어야 함을 의미했다. 20세기 후반의 신우익과는 달리, 하나의 국가 보수주의는 자신들의 접근 방식을 실용적이고 이념에 얽매이지 않는다고 정의한다. 이 지지자들은 유연한 정책의 필요성을 받아들이며, 따라서 하나의 국가 보수주의자들은 사회 안정이라는 목표를 위해 이념적 반대자들과 종종 타협을 모색해왔다고 말할 것이다. 디즈레일리는 지배 계급이 국민의 고통에 무관심해진다면 사회가 불안정해지고 사회 혁명이 가능해질 것이라고 주장하며 자신의 견해를 실용적으로 정당화했다.

## 역사
하나의 국가 보수주의는 영국에 광범위한 경제적 불평등, 빈곤, 사회 불만을 야기했던 산업 혁명의 여파에서 비롯되었다. 리처드 오스틀러, 마이클 토머스 새들러, 샤프츠버리 경과 같은 토리 정치인들은 엘리트로서의 책임감과 강한 인도주의적 요소를 공장법 제정에 대한 자신들의 개입과 결합시켰다. 그들은 개인주의와 고전파 경제학에 비판적이었으며, 1834년 신빈민법을 싫어했고 품위 있는 주거, 근로 조건, 임금, 빈곤층 대우를 보장하는 국가의 역할을 믿었다.
디즈레일리는 윤리적, 선거적 이유 모두에서 하나의 국가 보수주의를 채택했다. 그가 보수당의 당수가 되기 전에, 그는 내각 동료들을 설득하여 숙련된 남성 노동계급에게 선거권을 부여하는 1867년 선거법 개정을 도입했다. 디즈레일리는 이 새로운 유권자층에서 선거적 성공을 거두려면 당이 사회 개혁을 추구해야 한다고 주장했다. 그는 하나의 국가주의가 빈곤층의 조건을 개선하고 자유당을 이기적인 개인주의자로 묘사할 것이라고 생각했다.
재임 중 디즈레일리는 그의 하나의 국가 정책을 지지하고 자비로운 계층 구조를 만들려는 일련의 사회 개혁을 주도했다. 그는 고용주와 피고용인 간의 법률 상태를 평가하기 위해 왕립 위원회를 임명했다. 그 결과, 리처드 크로스는 1875년 고용주 및 근로자법을 통과시키게 되었다. 이 법은 산업의 양측을 법 앞에서 동등하게 만들고 계약 위반을 형사 범죄가 아닌 민사상 위반으로 규정했다. 크로스는 같은 해에 1875년 음모 및 재산 보호법도 통과시켰는데, 이는 노동자 단체가 수행한 행위를 음모로 기소할 수 없도록 보장함으로써 노동자의 파업권을 명문화했다.
19세기 말까지 보수당은 하나의 국가 이념에서 벗어나 무제한 자본주의와 자유 기업을 점차 지지하게 되었다. 1919년과 1939년 사이의 전간기 동안 볼셰비즘에 대한 대중의 두려움은 보수당을 하나의 국가주의로 회복시켰다. 보수당은 자신을 국민 통합의 당으로 정의하고 온건한 개혁을 지지하기 시작했다. 대공황의 영향이 영국에 미치면서 당은 더욱 높은 수준의 국가 개입으로 기울어졌다. 보수당 총리인 네빌 체임벌린과 스탠리 볼드윈은 폭넓은 선거적 호소력으로 지지를 얻은 개입주의적이고 하나의 국가적인 접근 방식을 추구했다. 1950년대와 1960년대의 전후 합의 기간 내내 보수당은 디즈레일리에게서 영감을 받은 하나의 국가 보수주의자들에게 지배되었다. 이 철학은 랩 버틀러가 이끄는 새로운 보수주의 운동에 의해 갱신되고 발전되었다. 새로운 보수주의는 필요한 사람들에게 복지를 집중하고 국가 의존을 조장하기보다는 사람들이 스스로 돕도록 장려함으로써 앤서니 크로스랜드의 사회주의와 자신을 구별하려고 노력했다.
1970년대 중반까지 보수당은 대부분 하나의 국가 보수주의자들에 의해 통제되었다. 보수 정치에서 신우익의 부상은 하나의 국가 보수주의에 대한 비판을 불러왔다. 신우익 사상가들은 케인스 경제학과 복지국가가 경제와 사회에 해를 끼쳤다고 주장했다. 노조가 일상생활에 광범위한 영향을 미치는 파업을 벌였던 1978~1979년의 불만의 겨울은 신우익에 의해 국가의 과도한 확장을 보여주는 것으로 묘사되었다. 마거릿 대처와 같은 인물들은 국가의 쇠퇴를 역전시키기 위해서는 개인주의라는 오래된 가치를 부활시키고 복지국가에 의해 생성되었다고 느끼는 의존 문화에 도전해야 한다고 믿었다. 에드워드 히스와 같은 하나의 국가 보수주의자들은 1980년대 초반 경기후퇴 동안 대처의 총리직을 계속 비판했지만, 당이 1983년 총선에서 승리한 후 영향력을 잃었다.
보수당의 2010년 총선 공약에는 "하나의 세계 보수주의"에 대한 섹션이 포함되어 있었으며, 국가 소득의 0.7%를 잘 목표화된 원조에 지출하겠다는 약속도 포함되었다. 2006년, 보수당 의원 앤드루 타이리는 당수 데이비드 캐머런이 디즈레일리의 하나의 국가주의적 길을 따르고 있다고 주장하는 소책자를 발행했다. 보수당과 과거 인연이 있었던 영국 정치 이론가 필립 블론드는 하나의 국가 보수주의의 갱신된 버전을 제안했다.
테리사 메이는 2016년 토리당 대표직을 성공적으로 차지하기 위한 유세 기간 동안 "하나의 국가" 이념을 홍보했다. 이전에 그녀는 2002년에 당이 "나쁜 당"으로 알려져 있다고 강조했다.
또한 2010년에는 당시 런던 시장이자 저명한 보수당 인사(그리고 나중에 총리가 된) 보리스 존슨이 자신의 정치 철학을 다음과 같이 설명했다.
나는 하나의 국가 토리당원이다. 부자는 가난하고 궁핍한 사람들에게 의무가 있지만, 그들을 재정적으로 너무 가혹하게 처벌하여 이 도시와 이 나라를 떠나게 한다면 그 의무를 표현하고 만족시키는 것을 도울 수 없을 것이다. 나는 런던이 일하기 위한 경쟁적이고 역동적인 장소가 되기를 원한다.

2019년, 영국 의회에는 하나의 국가 보수주의 코커스가 결성되었다.
현대 영국 하나의 국가 보수주의 싱크탱크로는 브라이트 블루, 온워드, 정책 연구 센터, 그리고 사회 정의 센터가 있다.

## 같이 보기
- 큰 사회
- 블루 노동당
- 기독교 민주주의
- 계급협조론
- 드골주의
- 노블레스 오블리주
- 하나의 국가 노동당
- 붉은 토리당원
- 습파와 건파

## 참고 문헌
- Adams, Ian (1998). 《Ideology and Politics in Britain Today》. 맨체스터 대학교 출판부. ISBN 978-0719050565.
- Arnold, Dana (2004). 《Cultural Identities and the Aesthetics of Britishness》. 맨체스터 대학교 출판부. ISBN 978-0719067693.
- Axford, Barrie; Browning, Gary; Huggins, Richard (2002). 《Politics: An Introduction》. 라우틀리지. ISBN 978-0415251815.
- 틀:DisraeliRef
- Bloor, Kevin (2012). 《The Definitive Guide to Political Ideologies》. AuthorHouse. ISBN 978-1449067618.
- Bochel, Hugh (2010). 《One Nation Conservatism and social policy, 1951–64》 (PDF). 《Journal of Poverty and Social Justice》 18. 123–134쪽. doi:10.1332/175982710X513795.
- Bridgen, P. (2000). 《The One Nation Idea and State Welfare: The Conservatives and Pensions in the 1950s》. 《Contemporary British History》 14. 83–104쪽. doi:10.1080/13619460008581595.
- Dorey, Peter (1995). 《The Conservative Party and the Trade Unions》. Psychology Press. ISBN 978-0415064873.
- Dorey, Peter (2009). 《British Conservatism and Trade Unionism, 1945–1964》. 애시게이트 출판. ISBN 978-0754666592.
- Dorey, Peter; Garnett, Mark (2015). 《'The weaker-willed, the craven-hearted': the decline of One Nation Conservatism.》. 《Global Discourse》 5. 69–91쪽. doi:10.1080/23269995.2014.914823.
- Evans, Eric (2004). 《Thatcher and Thatcherism》. 라우틀리지. ISBN 978-0415270137.
- Evans, Stephen. (2009). 《The not so odd couple: Margaret Thatcher and one nation Conservatism》. 《Contemporary British History》 23. 101–121쪽. doi:10.1080/13619460801990120. S2CID 143943408.
- Heppell, Timothy; Seawright, David (2012). 《Cameron and the Conservatives: The Transition to Coalition Government》. 팰그레이브 맥밀런. ISBN 9780230314108.
- Heywood, Andrew (2007). 《Political Ideologies》. 팰그레이브 맥밀런. ISBN 978-0230521803.
- Lind, Michael (1997). 《Up from Conservatism》. 사이먼 & 슈스터. ISBN 0-684-83186-4.
- Vincent, Andrew (2009). 《Modern Political Ideologies》. 존 와일리 앤드 선즈. ISBN 978-1-444-31105-1.
- Walsha, Robert (2003). 《The one nation group and one nation Conservatism, 1950–2002》. 《Contemporary British History》 17. 69–120쪽.
- Walsha, Robert (2000). 《The One Nation Group: A Tory approach to backbench politics or organization, 1950–55》. 《Twentieth Century British History》 11. 183–214쪽. doi:10.1093/tcbh/11.2.183.

틀:Wikidata-inline